# За час до рассвета (сериал)
«За час до рассвета» — российский детективный мини-сериал 2021 года режиссёра Игоря Зайцева. Главные роли в нём сыграли Константин Хабенский, Андрей Бурковский, Артур Смольянинов. Критики оценили сериал как не слишком удачный.

## Сюжет
Действие сериала происходит в 1946 году. Главный герой — капитан Денис Журавлёв, недавно вернувшийся с фронта, который устраивается на работу в милицию. У него строгий начальник — майор Сергей Васильевич Шумейко. Журавлёву предстоит найти опасного бандита Клеща, причём быстро выясняется, что реальная жизнь намного сложнее, чем война.
Список и описание серий
| № серии | Премьера              | Описание серии |
| ------- | --------------------- | --- |
| 1 и 2   | 16.02.2021            | Капитан Денис Журавлёв возвращается с фронта и поступает на работу в милицию. Ему предстоит разобраться с бандой Клеща, которая давно орудует в городе. Чтобы найти главаря группировки, Журавлёв предлагает устроить побег из тюрьмы его сообщнику Коту. В обмен на освобождение к операции привлекаются бандиты Буян и Граф. На автозак устраивают засаду, Кота спасают его товарищи, но Буян успевает его ранить. Позже группа встречает Кота и его подругу Ляльку в ресторане. Журавлёв пытается за ними проследить, но попадает в засаду. Его сильно избивают, он оказывается в больнице, причём Лялька работает там медсестрой. |
| 3 и 4   | 23.02.2021            | Журавлёв приходит в себя и сбегает из больницы, пытаясь проследить за Лялькой. Он вмешивается в ресторанную драку, чтобы защитить Кота. Появляются данные о том, что на Клеща может вывести Карась — главарь группировки, в которой состоит Кот. Карась заманивает следователя на заброшенный склад, где лежат трупы людей. В этот момент появляется милиция. В город приезжает сотрудник Министерства государственной безопасности Александр Константинович Ярцев. |
| 5 и 6   | 02.03.2021            | Бандиты Клеща выслеживают и пытают Кота, чтобы выяснить адрес конспиративной квартиры. Кот узнаёт, что Журавлёв — милиционер, но всё же соглашается помочь выследить Клеща. Майор Сергей Шумейко привлекает для поисков Журавлёва других следователей. |
| 7 и 8   | 09.03.2021 16.03.2021 | Буян и Кот узнают, что Клещ вызвал в города киллера по кличке Артист. Журавлёв понимает, что убийца будет охотиться за ним и его командой. Лялька рассказывает Журавлёву, что недавно видела Буяна у Штепселя. Вместе они идут к нему на квартиру, где спасают Буяну жизнь. Журавлёв хочет выманить Клеща и отправляет ему сообщение с почтовыми голубями. Журавлёв, Буян, Кот и Граф приходят на встречу к Клещу, но там появляется Шумейко с нарядом милиции и предлагает всем сдаться. Артист убивает Ляльку. |
| 9 и 10  | 23.03.2021 30.03.2021 | Журавлёв собирает в ресторане всех знакомых поставщиков и говорит, что он и есть Клещ. Его обман раскрывают, Буян, Кот и Граф решают уйти из команды. Они идут за фотографиями для новых паспортов в фотоателье, где встречают Артиста. |
| 11 и 12 | 6.04.2022 13.04.2022  | С помощью почтовых голубей Журавлёв выходит на Клеща — им оказывается городской дурачок Лёвушка, который торгует на рынке. Журавлёв снова начинает работать в милиции, на этот раз с Ярцевым. Тот рассказывает, что в отдел приходила женщина по фамилии Сорокина, заметившая в городе бывшего смотрителя концлагеря по кличке Зверь. На повторный допрос она не явилась, поэтому капитан поехал к ней на квартиру и нашёл женщину повешенной. Он собирается проверить, существует ли Зверь на самом деле. Кот хочет начать новую жизнь, но его подставляют и обвиняют в двух убийствах. |
| 13 и 14 | 20.04.2021 27.04.2021 | Журавлёв и Ярцев пытаются найти что-то общее между убийствами Сорокиной и журналиста. Денис думает, что убийца — Зверь, но у него нет доказательств. Из работников концлагеря в живых остался только Антонов, которого скоро должны казнить в Волкове. Журавлёв едет на встречу с ним. Тот рассказывает, что настоящая фамилия Зверя — Покровский. Шумейко встречается с фотографом с фотоателье и говорит, что у него есть компромат. Начинается драка, в которой майор срывает с груди фотографа рубашку и видит татуировку в форме клеща. Журавлёв уверен, что Зверь появится на рынке, поэтому решает поставить Антонова под охраной на дежурство. В результате на рынке убивают и Антонова, и охранников. Об операции знали немногие, поэтому Журавлёв думает, что рядом с ним предатель. |
| 15 и 16 | 04.05.2021 11.05.2021 | На открытие нового завода должен приехать английский посол. Ярцев приказывает Журавлёву заниматься его безопасностью. Тот просит помочь с расследованием Кота, Буяна и Графа, но они отказываются. Приезжает посол. Оказывается, для его убийства наняли Артиста. В ходе перестрелки Журавлёв убивает киллера. За послом начинает охоту Клещ. |

## В ролях
- Константин Хабенский — майор Сергей Васильевич Шумейко («Сатана»)
- Андрей Бурковский — капитан Денис Журавлёв («Птаха»)
- Артур Смольянинов — Дмитрий Сергеевич Копырин («Буян»)
- Мария Лисовая — Марина, официантка
- Максим Белбородов — Михаил Иванович Тягунов («Кот»)
- Артур Ваха — Иван Иванович Иванов, он же Платон Александрович Глебов («Граф»)
- Алёна Михайлова — Ольга Смирнова
- Владимир Зайцев — Александр Константинович Ярцев, комиссар госбезопасности
- Агния Дитковските — Татьяна («Лялька»), медсестра
- Валерия Вегнер — Оксана Савченко
- Александра Флоринская — Елизавета Андреевна, хозяйка борделя
- Максим Битюков — Егор Савельевич Просвирин, фотограф
- Владимир Тимофеев — Лёвушка, городской дурачок
- Иван Агапов — Лев Яковлевич Тимохин
- Евгений Мундум — Виктор Антонов, бывший надзиратель в концлагере
- Александр Рапопорт — посол из Великобритании
- Вячеслав Гришечкин — начальник
- Артём Быстров — Андрей Савченко, однополчанин Журавлёва
- Сергей Мурзин — Челпанов
- Максим Коновалов — бандит «Карась»
- Александр Туравинин — «Штепсель»
- Алексей Кирсанов — «Артист»
- Александр Соколовский — «Олсон»
- Глеб Бочков — Андрей Луков, сотрудник госбезопасности
- Николай Мачульский — Владимир Олегович Епифанцев, оперуполномоченный милиции из Москвы
- Алексей Ушаков — Коренев
- Всеволод Яшкин — Жолудев
- Стас Румянцев — Крылов
- Евгений Романцов — Слуцкий, капитан милиции
- Владимир Чуприков — Блюмкин
- Андрей Лебедев — Колчин
- Анастасия Степанюк — Екатерина
- Владимир Шульга — Николай Спиридонович, метрдотель ресторана

## Создание и оценки
Съёмки сериала проходили в Подмосковье, главным образом на территории заброшенных заводов. Роль маленького закрытого города сыграл Морозовский городок в Твери. 18 января 2021 года в сети появился первый трейлер. 16 февраля 2021 года начался показ на сервисах More.tv, Wink и «КиноПоиск HD».
Критики изначально оценивали сериал как попытку снять российскую версию британского шоу «Острые козырьки» и ремейк советского телефильма «Место встречи изменить нельзя». Эта попытка была сочтёна неудачной из-за проблем со сценарием, с прописыванием персонажей, со «стилем и шармом». «За час до рассвета» сравнивали и с российским сериалом «Ликвидация» 2007 года, действие которого происходит тоже в 1946 году. По мнению колумнистки «Комсомольской правды» Валентины Львовой, «в поимке бандита по кличке Клещ из сериала „За час до рассвета“ не получилось всё. Слишком много психологии для комикса, слишком мало правды для хорошего кино». Некоторые критики писали, что сериал нельзя воспринимать серьёзно, так как события в нём «разыгрываются в совершенно комиксной эстетике» и содержат «шуточки для своих». По мнению Фонтанки, «сериал пытается совместить лучшие традиции советского кино и современные тренды — ожидаемо безуспешно».
Режиссёр Игорь Зайцев в ответ на критику заявил, что делать сериал похожим на «Место встречи изменить нельзя» и «Ликвидацию» не планировалось и что «комментарии в интернете — это мнение меньшинства недовольных».